# Winton, Dorset
Winton är en stadsdel i Bournemouth, i distriktet Bournemouth, Christchurch and Poole, i grevskapet Dorset, i England. Winton var en civil parish 1894–1902 när den blev en del av Bournemouth. Civil parish hade 6 719 invånare år 1901. Winton var ett distrikt 1898–1901.